# Ласин, Георгий Семёнович
Георгий Семёнович Ласин (23 января (5 февраля) 1914, Санкт-Петербург, Российская империя — 25 октября 2004, Санкт-Петербург, Россия) — советский футболист и тренер. Мастер спорта СССР (1953).

## Биография
Родители Ласина приехали в Петербург в начале XX века из Симбирского уезда. Отец работал на Балтийском заводе, мать была домохозяйкой. В Петербурге у них родилось пять детей. Один из старших братьев Ласина впоследствии стал директором завода.
Начал заниматься футболом в 15 лет, когда поступил в фабрично-заводское училище при Балтийском заводе, где работал игрок сборной СССР Евгений Елисеев. Затем Георгий поступил в Планово-Экономический институт, после первого курса перевёлся в ГОЛИФК и начал выступать за команду института. После того, как ГОЛИФК дошёл до 1/8 розыгрыша Кубка СССР 1937 года и выиграл чемпионат Ленинграда, Ласин и ещё пять игроков были переведены в «Сталинец» (ныне — «Зенит»). За три сезона он провёл в команде в чемпионате СССР 48 матчей и забил 5 мячей (по другим данным — 45 и 6) и 5 мячей в семи матчах на Кубок СССР, один из которых — в финале.
Покинув команду из-за конфликта с Петром Филипповым, связанного с плохими результатами, доиграл сезон 1940 года в ГОЛИФКе. Зиму 1942 года Ласин провёл в блокадном Ленинграде, где в составе батальона контролировал порядок на улицах, а затем вместе с институтом был эвакуирован в киргизский Фрунзе, где стал заведующим кафедрой рукопашного боя. Награждён орденами Красной Звезды, Отечественной войны II степени, медалями «За боевые заслуги», «За оборону Ленинграда», «За победу над Германией в Великой Отечественной войне 1941—1945 гг.»
После победы в Великой Отечественной войне вернулся в Ленинград, преподавал в институте и одновременно выступал за «Спартак».
В 1947 году Ласин стал тренером «Зенита». С лета 1950 года он начал замещать заболевшего главного тренера команды Константина Лемешева, а с сентября, после его кончины, стал у руля команды и занял в чемпионате 6 место. Седьмое место в следующем году руководство «Зенита» посчитало неудовлетворительным результатом и Ласина сменил младший брат Константина Лемешева Владимир.
В 1952 году Ласин возглавил команду по хоккею с шайбой ЛДО, заняв пятое место в чемпионате СССР и став таким образом единственным тренером, возглавлявшим главные ленинградские команды по футболу и хоккею. Летом 1953 было принято решение о сокращении армейских команд в футболе и хоккее, и клуб расформировали. В 1954 году Ласин вернулся в футбол, работал тренером в команде «Трудовые резервы». При его участии клуб завоевал четвёртое место в чемпионате, наивысшее на то время для ленинградских команд.
В 1957 году Ласин по приглашению Аркадия Чернышёва отправился обустраивать тренировочный процесс в КНР, вследствие того, что там решили повысить уровень футбола после победы сборной гоминьдановского Тайваня на Азиатских играх 1954 года. Достижением Ласина стала внедрённая им обычная система проведения чемпионата вместо существовавших трёх раздельных чемпионатов — для сборных городов, для сборных военных округов и для профсоюзных команд. Через полтора года, из-за начавшихся осложнений в отношениях между СССР и КНР, Ласин вернулся в Советский Союз.
В 1965—1968 Ласин работал в Афганистане, подготавливая вторую сборную для участия в квалификации к Олимпийским играм 1968.
В 1940—1986 и в 1996—1997 годах работал в ЛГИФК им. П. Ф. Лесгафта. В 1986—1996 годах из-за принятого постановления об отправке на пенсию всех преподавателей старше семидесяти лет работал на гребной базе.
Автор одного из первых учебных пособий по игре в хоккей с шайбой в СССР. В 1970-х входил в состав комплексных научных групп под руководством Николая Люкшинова, занимал должность заместителя заведующего кафедрой футбола и хоккея. Ушёл на пенсию 31 декабря 1997 года, в возрасте 83 лет.
Скончался 25 октября 2004 года.